# Hôpital universitaire Vall d'Hebron
Hospital universitari Vall d'Hebron
L'Hôpital universitaire Vall d'Hebron (en catalan : Hôpital Universitari Vall d'Hebron) est un centre hospitalier public barcelonais, administré par le ministère de la Santé de la Généralité de Catalogne.

## Situation
Le complexe est situé dans le district d'Horta-Guinardó de Barcelone, entre les quartiers de Montbau et Sant Genís dels Agudells, près du quartier de la Vall d'Hebron.

## Historique
Le complexe hospitalier est inauguré le 5 octobre 1955, sous la dictature franquiste.
Désormais géré par le gouvernement catalan, le centre est actuellement le complexe hospitalier plus important de Catalogne.

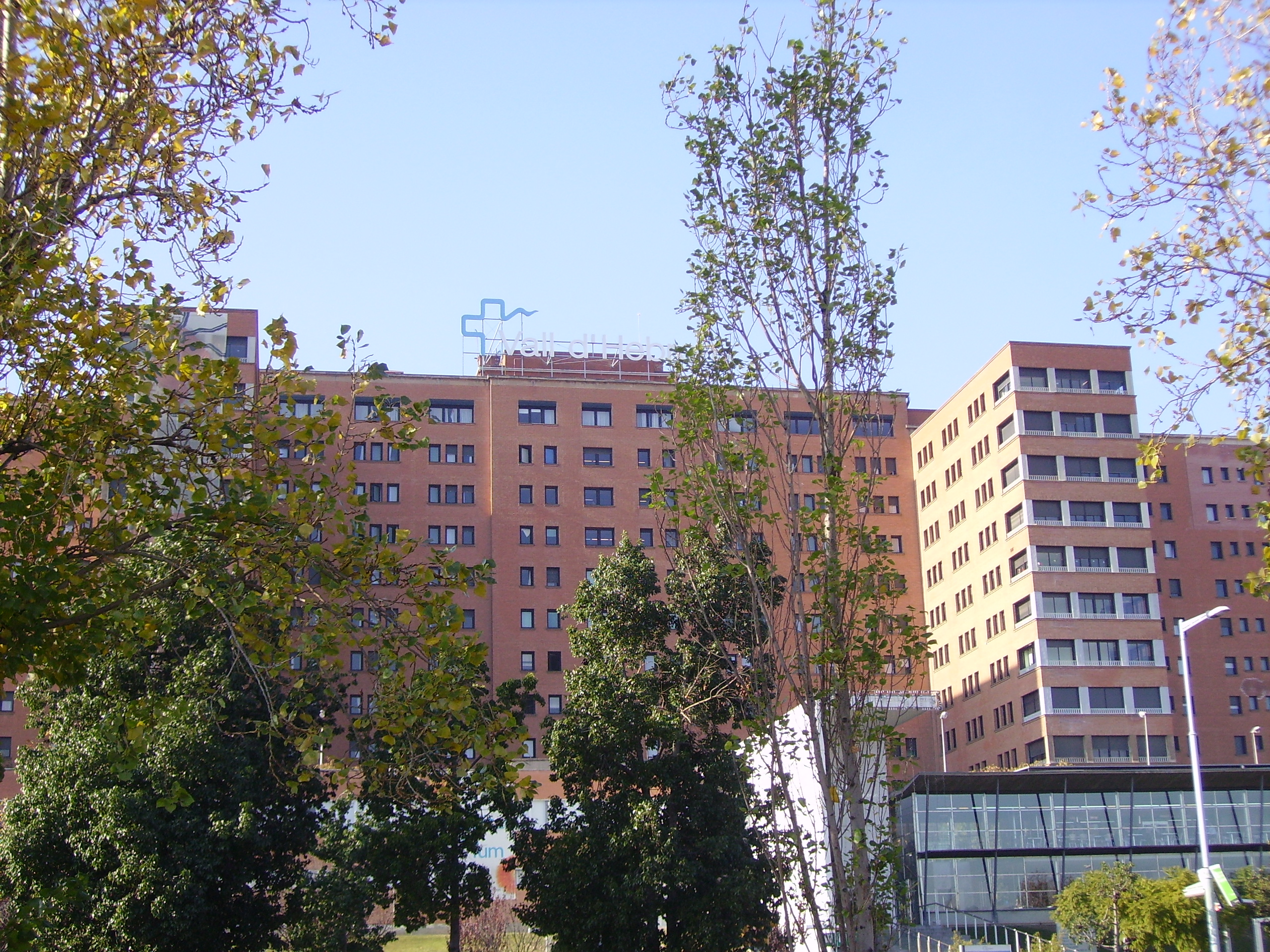
Façade principale du centre hospitalier.